# Yates Professor of Classical Art and Archaeology
Der Yates Professor of Classical Art and Archaeology war ein 1880 gestifteter Lehrstuhl für Klassische Archäologie am University College der Universität London. Der Lehrstuhl ist zu Ehren von James Yates (1789–1871) benannt, der sein Vermögen dafür stiftete.
Inhaber des Lehrstuhls waren
- Charles Thomas Newton (1880–1888)
- Ernest Arthur Gardner (1896–1929)
- Bernard Ashmole (1929–1948)
- Martin Robertson (1948–1961)
- Peter Edgar Corbett (1961–1982)
- John Nicolas Coldstream (1982–1992)

Nach der Pensionierung von Nicolas Coldstream wurde der Lehrstuhl gestrichen, John J. Wilkes, bis dahin Professor of the Archaeology of the Roman Provinces wurde Chair in Greek and Roman Archaeology mit dem Titel eines Yates Professors, nach dessen Pensionierung 2001 wurde die Professur für Klassische Archäologie am University College ganz gestrichen.